# François Michel Le Tellier de Louvois
François Michel Le Tellier, markýz de Louvois (často uváděný jen jako Louvois, čteno /luvua/; 18. ledna 1641 Paříž - 16. července 1691 tamtéž) byl francouzský státník, ministr války za vlády Ludvíka XIV. v letech 1666–1691. Měl rozhodující roli při přebudování francouzských bojových sil na jednotnou moderní armádu. Byl 39. velmistrem Vojenského a špitálního řádu sv. Lazara Jeruzalémského.

## Život
Louvoisův otec Michel Le Tellier, státní tajemník pro válku pod kardinálem Mazarinem, oženil svého syna s bohatou dědičkou markýzou de Courtenvaux a naučil ho řídit státní záležitosti. Mladý muž získal královu důvěru a v roce 1666 následoval svého otce jako ministr války. Turenne rozpoznal jeho talent během devoluční války (1667/68). Po cášském míru se Louvois věnoval reorganizaci francouzské armády. Roky 1668 až 1672 byly, jak napsal jeho životopisec Camille Rousset, „roky přípravy, ve kterých Lionne ze všech sil hledal spojence, Colbert sháněl peníze a Louvois se Ludvíkovi snažil sehnat vojáky“.
Louvoisova práce v těchto letech souvisí s historickým vývojem francouzské armády a armád obecně. Jako model mu sloužil progresivní vojenský systém Nizozemska. Především reorganizoval náborový systém, zavedl povinnost vojenské služby, vytvořil jednotný platový systém a nechal zřídit síť skladů, kasáren a nemocnic (včetně Invalidovny). Také vojenské řády za zásluhy dostaly nový systém. Téměř nucená registrace francouzské šlechty byla primárně určena k podchycení další generace důstojníků. Ale tato registrace byla také v duchu Ludvíkových opatření, kterými udržoval šlechtu pod kontrolou tím, že sloužila v armádě nebo u dvora. Louvois také zavedl systém inspektorů, kteří kontrolovali vojenské dovednosti důstojníků. Souběžně s řetězcem vojenského velení byl zřízen systém správních úřadů a zaveden přísnější disciplinární systém, který ve smyslu absolutismu umožňoval státní moci a s ní i králi silnější vliv na armádu. Nově zřízené vojenské školy zlepšily vzdělávání. Jako nová hodnost byl zaveden podplukovník. Kromě plukovníků, kteří si svou hodnost obvykle kupovali, představovali podplukovníci vojensky kvalifikovaný personál, který plukovníky jako operační velitele rychle nahradil. Celkově byla dříve existující velká nezávislost důstojníků v jednotkách, kterým veleli, přísně omezena. Povýšení důstojníků bylo jednotně regulováno podle seniority. Pod Louvoisovým vedením se dříve velmi heterogenní armáda proměnila v soubor jasně definovaných typů jednotek, z nichž každá měla specifický úkol, výcvik a vybavení. V Louvoisově době byly také vynalezeny dragonády.

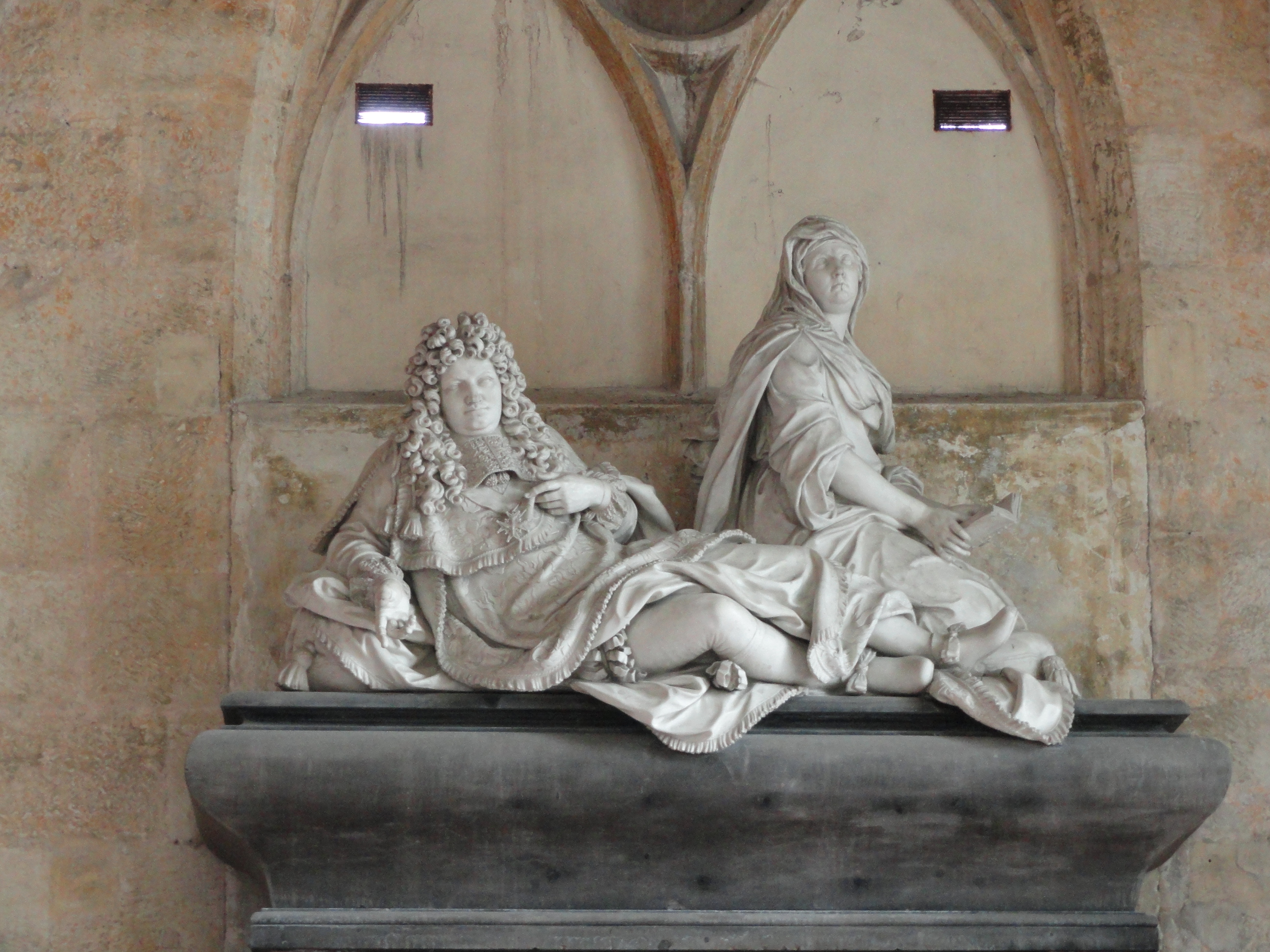
Louvoisův náhrobek (17. století) v Hôtel-Dieu v Tonnerre v Burgundsku

Úspěch Louvoisových opatření se ukázal na vítězstvích v nizozemské válce 1672–1678. Po míru v Nijmegenu se Louvois těšil přízni, jeho otec byl jmenován kancléřem a Colbertův vliv se vytrácel. Deset let míru ve francouzských dějinách mezi lety 1678 a 1688 je poznamenáno vzestupem madam de Maintenon, dobytím Štrasburku a zrušením nantského ediktu (ediktem z Fontainebleau); Louvois v tom všem hrál důležitou roli. Překvapivý útok na východní části španělského Nizozemska v době míru v roce 1683 byl nejen plánován, ale také proveden Louvoisem a Josephem de Montclarem.
Louvoisovým politickým vyznáním byl absolutismus, úplné podřízení se královské autoritě. Colbert zemřel v roce 1683 a na jeho místo generálního kontrolora financí nastoupil Claude Le Peletier de Morfontaine, stoupenec Louvoisův, a jako ministr veřejných budov sám Louvois. Louvois byl stále schopen úspěšně vést armádu v prvních letech války proti vídeňské Velké alianci (1689–1697).
Louvois náhle zemřel v červenci 1691 poté, co opustil královský kabinet - pravděpodobně na mrtvici. Jeho náhlá smrt vzbudila podezření, že byl otráven, což chtěl zejména Saint-Simon dokázat ve svých pamětech podrobnými zprávami svědků. Jeho nástupcem se stal jeho teprve 22letý syn Louis François Le Tellier, markýz de Barbezieux, který však byl Louvoisem pro tento úkol již vyškolen. Louvois byl v letech 1673 až 1691 velmistrem řádu sv. Lazara pod ochranou francouzské koruny.